# En busca de...
En busca de... (título original en inglés: In Search of...) es una serie estadounidense de televisión de carácter documental transmitida semanalmente entre 1976 y 1982. Creada por Alan Landsburg Productions y conducida por Leonard Nimoy, constó de 148 episodios. La serie fue revivida con el presentador Zachary Quinto en 2018, emitiéndose en Historia y National Geographic.

## Detalles
Trataba diversos temas, como lo paranormal (como ovnis, Pie Grande y Nessie), personajes desaparecidos (como Anna Anderson, La Duquesa Anastasia, Jack el Destripador, Butch Cassidy, Amelia Earhart, Jimmy Hoffa y D.B. Cooper), sucesos históricos (como el asesinato de Abraham Lincoln), cultos (como el del pastor Jim Jones), lugares (como el Triángulo de las Bermudas y la Isla de Pascua), barcos (como el Mary Celeste y el RMS Titanic) y ciudades desaparecidas (como la Colonia Roanoke). Debido a la controversia de los temas tratados al inicio de cada programa había una advertencia sobre la temática del programa.
La producción contenía entrevistas, montajes fotográficos y grabaciones en filme presentados por la voz de Nimoy. El estilo era más expositorio que explicativo, aunque la música de fondo le daba un aire de misterio y suspenso.
La popularidad de Nimoy entre los televidentes (debido a su papel del Sr. Spock en la serie de televisión Star Trek) le ganó simpatía en algunos círculos. 
Nimoy sintió fascinación cuando se tocó el tema de Vincent van Gogh. Se había dicho que Van Gogh estaba loco pero Nimoy descubrió evidencias de que padecía epilepsia. Uno de los mejores episodios incluye a Drácula (primera temporada), casi completamente filmado en Rumania, y en él se intenta explicar la inspiración del vampiro mediante el Príncipe Vlad Tepes (conocido como "El Empalador"), un líder sádico del siglo XV de Valaquia, el cual, según Nimoy, era «un verdadero príncipe de la oscuridad, cuyas acciones son más asombrosas y horripilantes que el vampiro ficticio».
La serie condujo a seis secuelas en varios libros acerca de civilizaciones perdidas, extraterrestres, magia, brujería, fenómenos extraños, mitos y monstruos.